# Verbond van struikhei en kruipbrem
Het verbond van struikhei en kruipbrem (Calluno-Genistion) is een verbond uit de struikhei-orde (Calluno-Ulicetalia). Het verbond omvat plantengemeenschappen van de droge heide. Het verbond telt in Nederland en Vlaanderen twee vertegenwoordigers, met als meest algemene de associatie van struikhei en stekelbrem.

## Naamgeving en codering
- Natura2000-habitattypecodes (EU-codes): H2310, H4030
- Syntaxoncode voor Nederland (rVvN): r20Aa

De wetenschappelijke naam Calluno-Genistion is afgeleid van de botanische namen van de meest dominante soorten binnen het verbond, de struikhei (Calluna vulgaris) en kruipbrem (Genista pilosa).

## Associaties in Nederland en Vlaanderen
Uit het verbond van struikhei en kruipbrem komen in Nederland en Vlaanderen twee associaties voor.
- - associatie van struikhei en stekelbrem (Genisto anglicae-Callunetum)
  - associatie van struikhei en bosbes (Vaccinio-Callunetum)

## Diagnostische taxa voor Nederland en Vlaanderen
In de onderstaande synoptische tabel staan de belangrijkste diagnostische plantentaxa voor het verbond van struikhei en kruipbrem in Nederland en Vlaanderen.

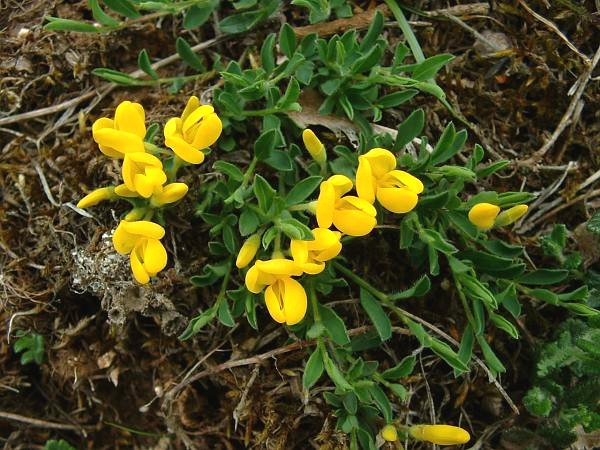
Kruipbrem

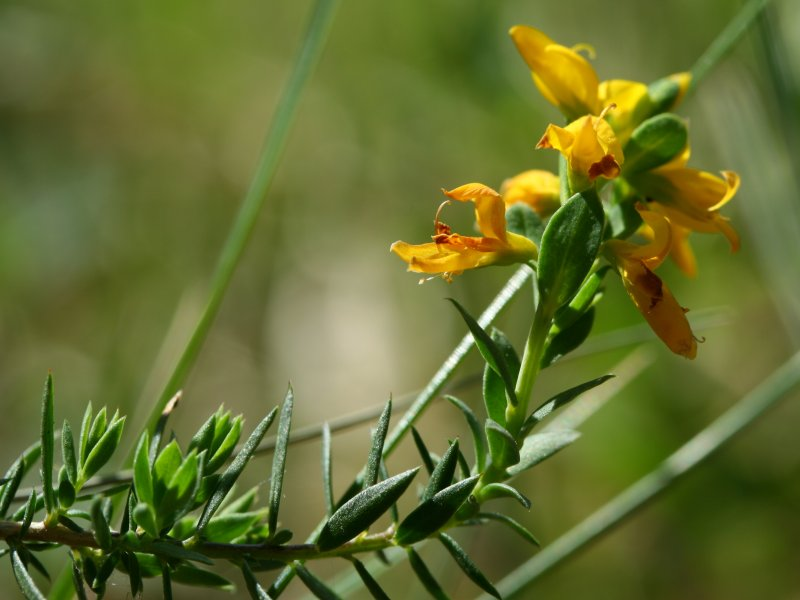
Stekelbrem

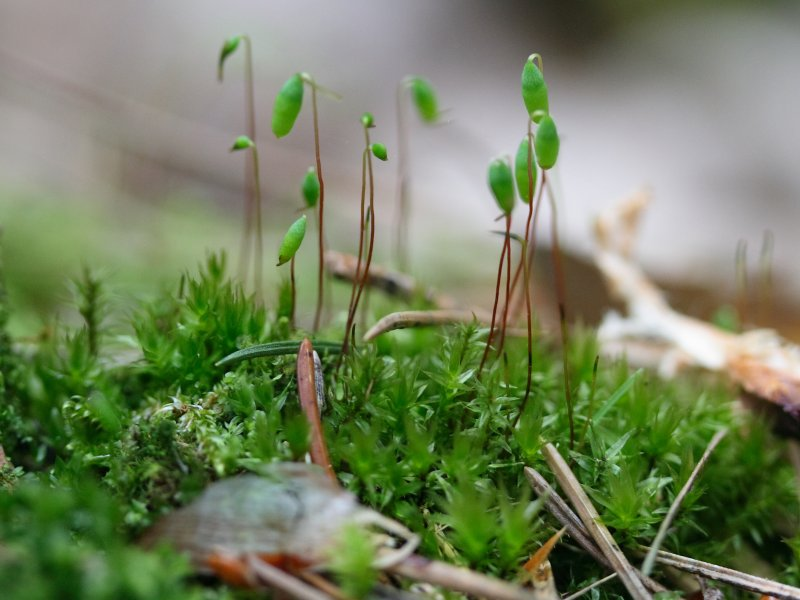
Gewoon peermos

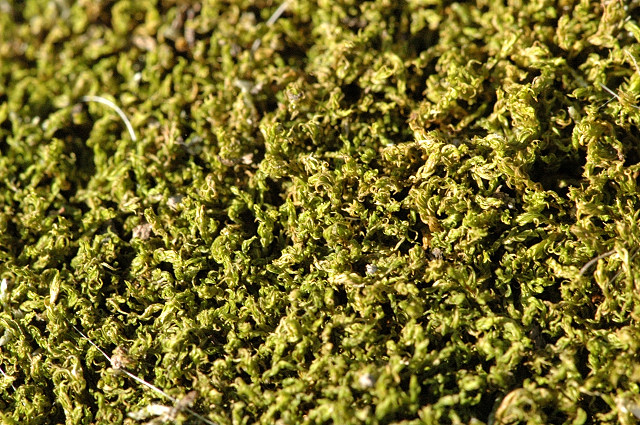
Boskronkelsteeltje

Kruidlaag
| Kentaxon | Diff.soort | Abundantie | Triviale naam    | Botanische naam     | Opmerking |
| -------- | ---------- | ---------- | ---------------- | ------------------- | --------- |
| kV       |            | A/F        | kruipbrem        | Genista pilosa      |           |
| kV       |            | A/F        | stekelbrem       | Genista anglica     |           |
| kV       |            | O          | Duitse brem      | Genista germanica   |           |
| kV       |            | Z          | grote wolfsklauw | Lycopodium clavatum |           |
| kV       |            | Z          | klein warkruid   | Cuscuta epithymum   |           |
|          | dV         | A          | bochtige smele   | Avenella flexuosa   |           |
|          | dV         | A/F        | pilzegge         | Carex pilulifera    |           |

Moslaag
| Kentaxon | Diff.soort | Abundantie | Triviale naam      | Botanische naam       | Opmerking |
| -------- | ---------- | ---------- | ------------------ | --------------------- | --------- |
|          | dV         | A/F        | gewoon peermos     | Pohlia nutans         |           |
|          | dV         | A/F        | boskronkelsteeltje | Campylopus flexuosus  |           |
|          | dV         | F          | breekblaadje       | Campylopus pyriformis |           |
|          | dV         | F          | gewoon haarmos     | Polytrichum commune   |           |
|          | dV         | F          | kussentjesmos      | Leucobryum glaucum    |           |

## Fotogalerij

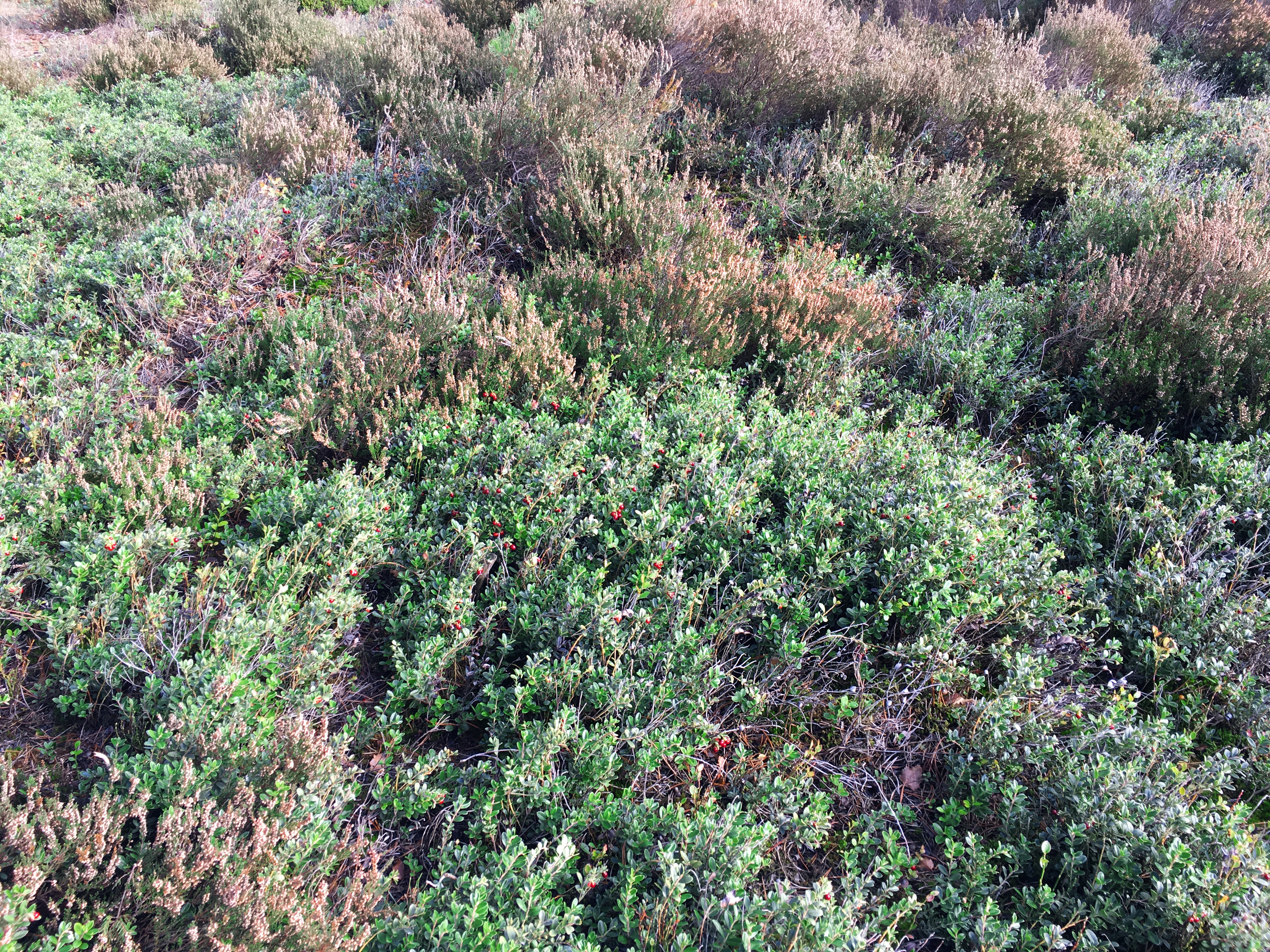
De associatie van struikhei en bosbes in november
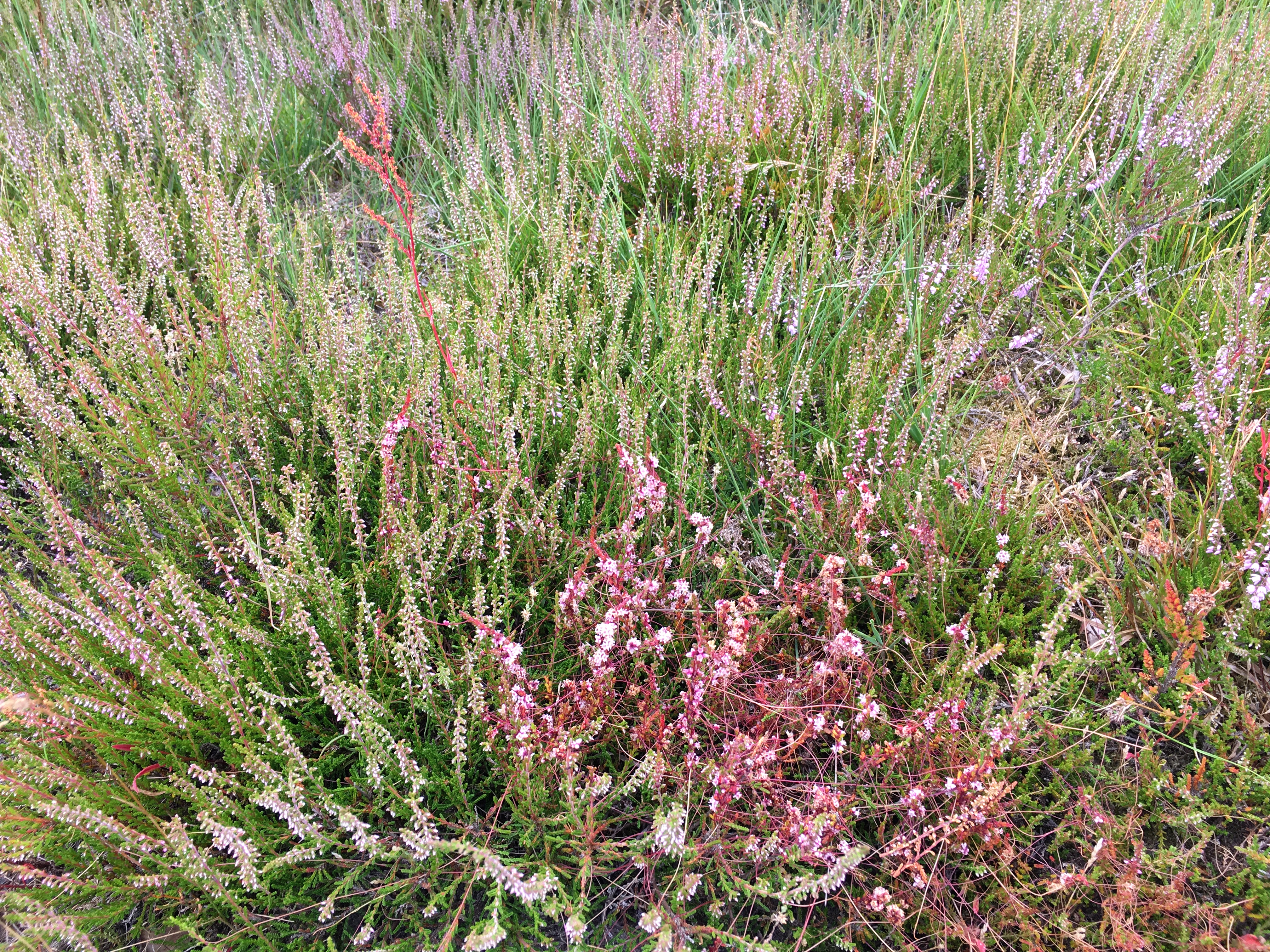
Associatie van struikhei en stekelbrem